# Чорногуз Олена Іванівна
Оле́на Іва́нівна Чорногу́з (нар. 15 червня 1949, Вашківці) — українська художниця декоративно-прикладного мистецтва — по художньому текстилю. З 1977 — членкиня НСХУ.

## Життєпис
Закінчила Вижницьке училище прикладного мистецтва у 1968 році. Її вчителями були Олена Гасюк, Петро Лемський та Л. Агєєва.
Серед її творів:
- гобелени — 1982 — «Чернівці»,
- 1982 — «Чорнобривці»,
- килими — 1976 — «Вічний вогонь»,
- 1976 — «Земля моя»,
- триптихи — 1973 — «Літо»,
- «Купальська ніч», «Знаки Зодіака», «Соняшник».

Займається малюванням на склі в старобуковинському стилі.
Відбувалися її персональні виставки:
- 1997 — Київ,
- 1977, 1996, 2005 — Чернівці,
- Австрія — 1997.

Одружена з різьбярем по дереву Кириловим Романом Миколайовичем.
2009 — лавреатка премії ім. О. Кобилянської, 2010 — обласної премії ім. С. Воробкевича.